# Iris hexagona
Iris hexagona là một loài thực vật có hoa trong họ Diên vĩ. Loài này được Walter miêu tả khoa học đầu tiên năm 1788.